# BMW Série 1 (F70)
La BMW Série 1 (code modèle interne F70) est la quatrième génération de voiture compacte de BMW. Le véhicule a été présenté le 5 juin 2024. Le lancement sur le marché a eu lieu quatre mois plus tard.
Dans cette génération, le « i » est omis du nom des modèles essence pour éviter toute confusion avec les véhicules électriques du groupe. Pour les moteurs diesel, le « d » reste après la désignation du moteur. Comme la génération précédente F40, le véhicule est produit dans l' usine BMW de Leipzig. Une berline basée sur la F70 a également été produit sous le code F74 (Série 2 Gran Coupé). Il a été introduit le 16 octobre 2024.

## Technologie
Comme le modèle précédent F40, la F70 est basé sur la plateforme à traction avant de BMW. Le véhicule actuel souvent est considéré comme un lifting de son prédécesseur.

### Carroserie

#### Masse
La voiture a une longueur de 4361 mm soit 42 mm plus long et d'une hauteur de 1459 mm sur 25 mm plus haut que son prédécesseur. La largeur de 1800 mm est resté presque le même et l'empattement de 2670 mm est exactement le même. Le coffre peut contenir 380 Litres, tandis que les 120, 123 et 120d n'ont une capacité que de 300 litres en raison de l'espace requis pour la batterie de 48 volts de la propulsion hybride légère. Le poids à vide selon DIN est compris entre 1425 ( 120 ) et 1625 kg ( M135 xDrive ).

La face avant a été redessinée et les feux de jour reprennent l'apparence de la BMW Série 5 actuelle (G60) . Le design des entretoises de la calandre réniforme de BMW est nouveau : elles sont en partie diagonales. Tout comme sur la berline Série 5, le numéro de série 1 apparaît dans le pli Hofmeister sur certains modèles (voir photo). 

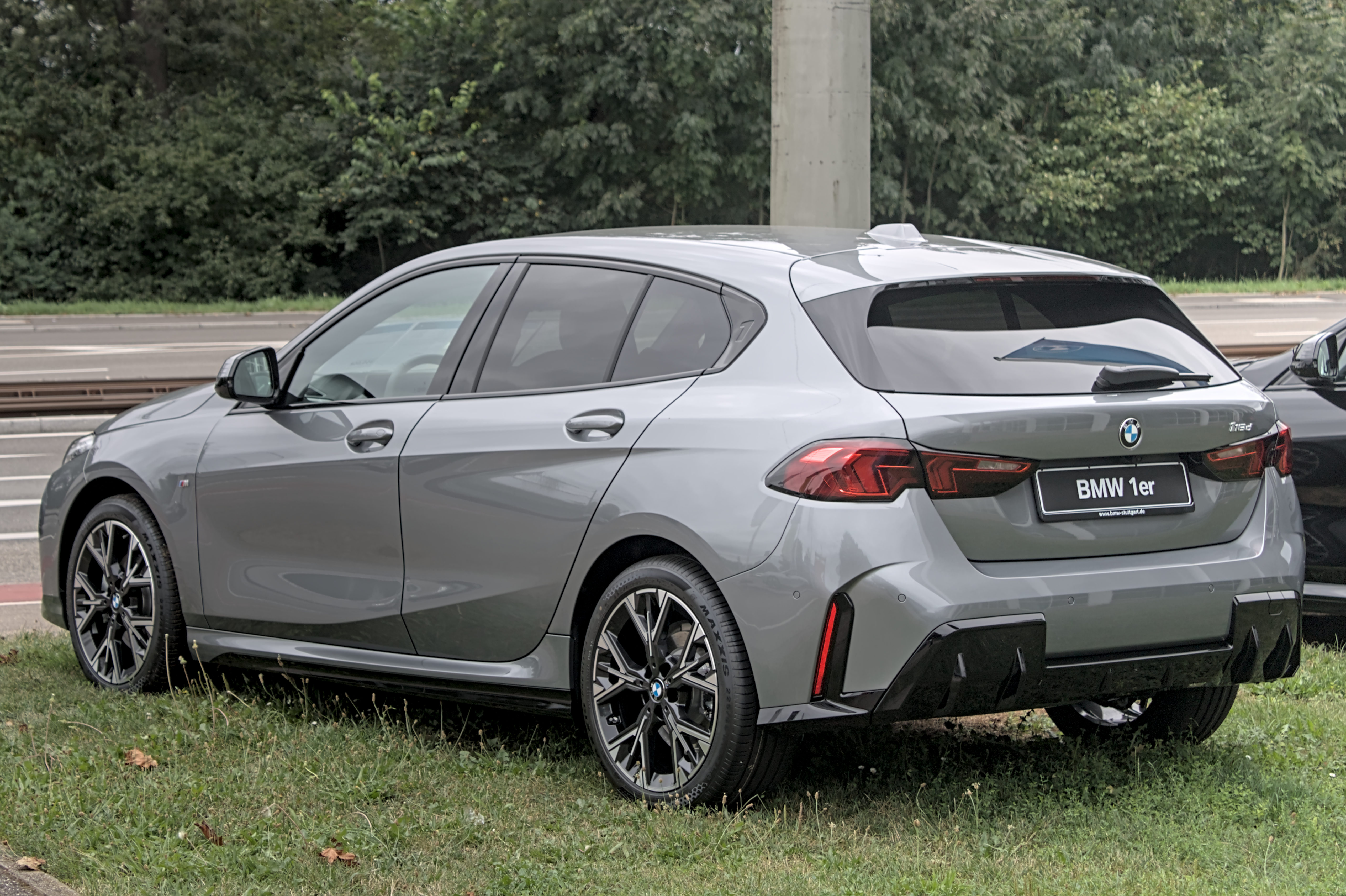
BMW 118d (indisponible en France), vue arrière
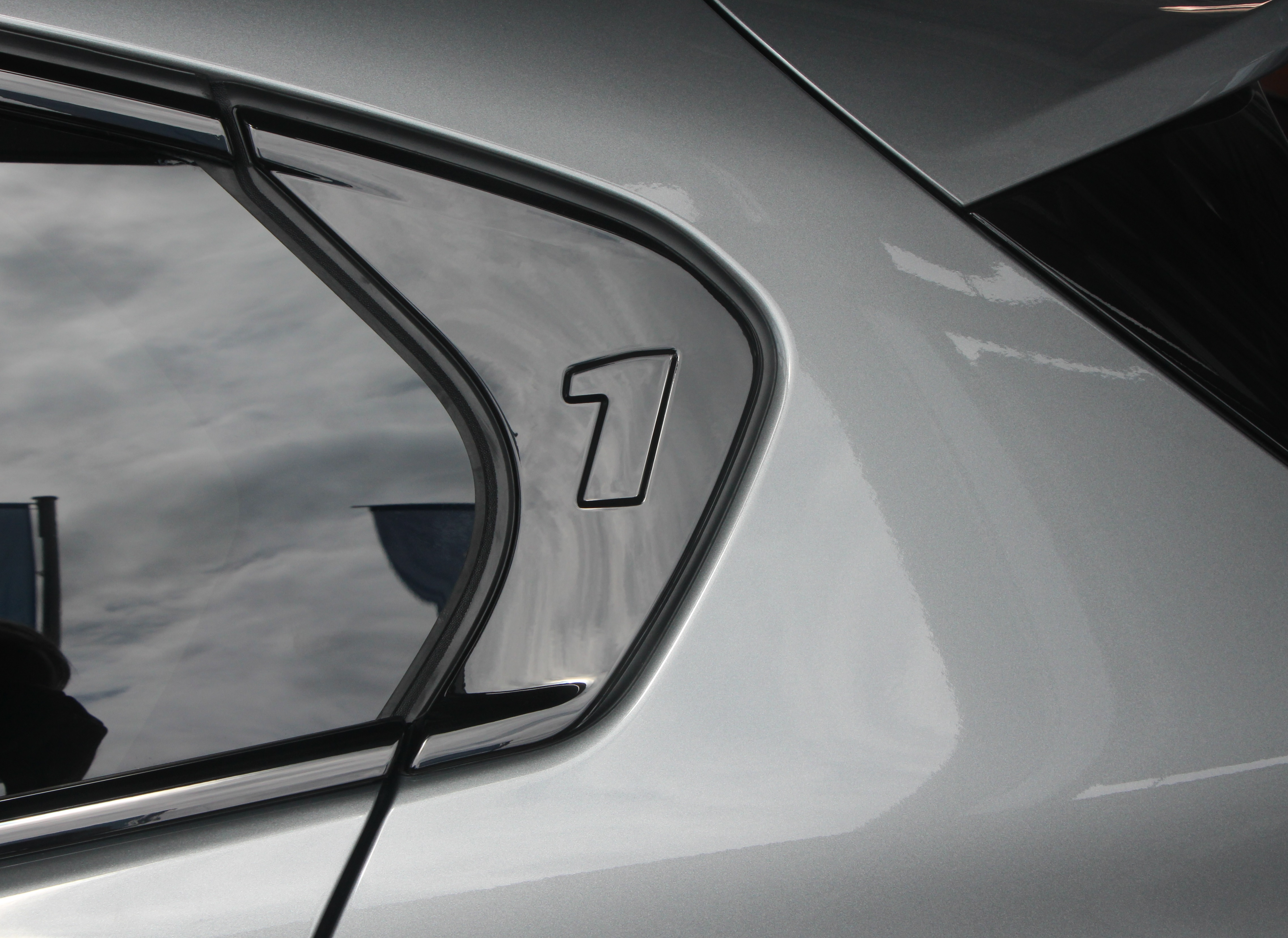
Embossé 1 dans le cadre de la lunette arrière
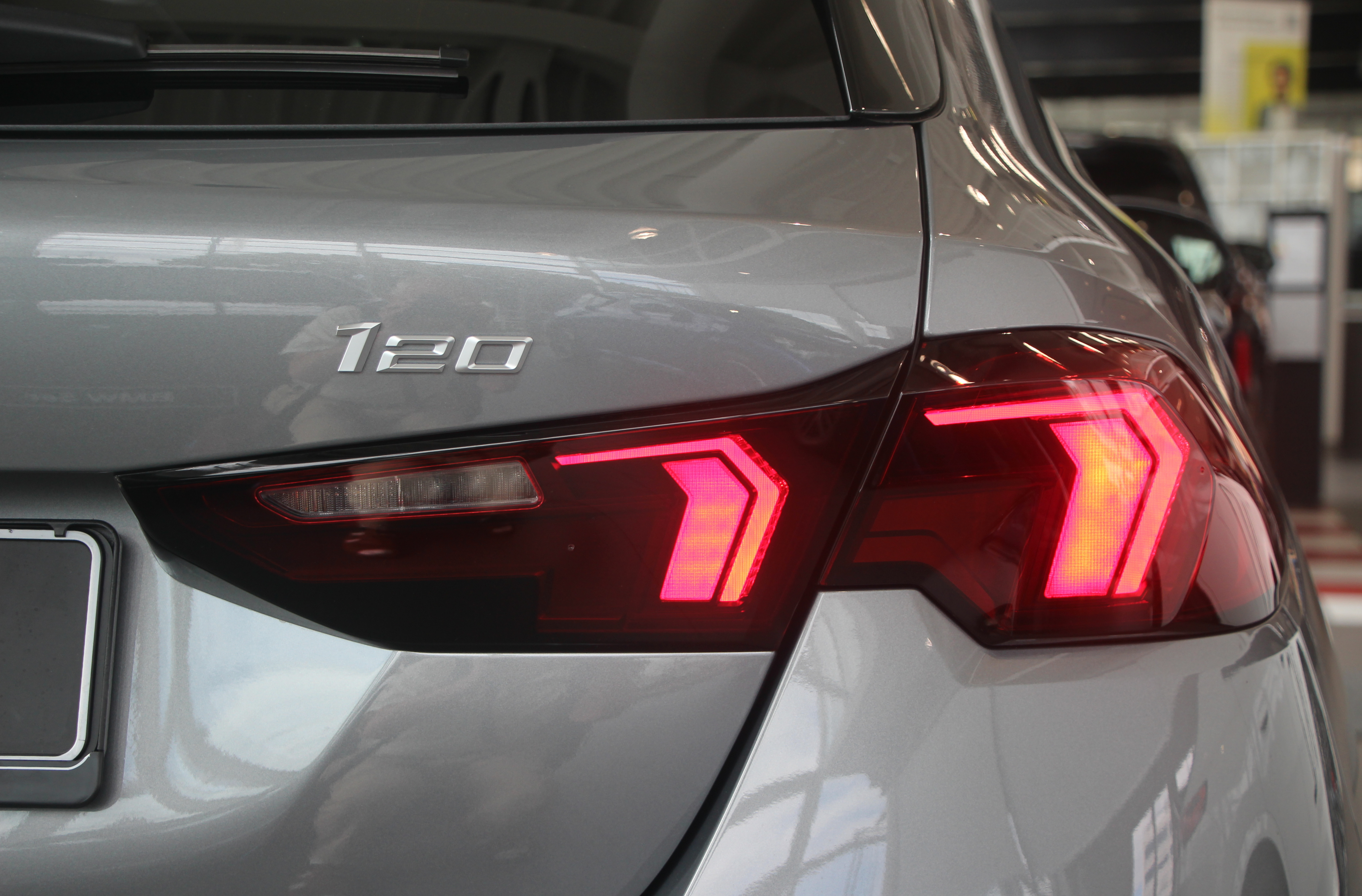
Graphismes légers et lettrage du modèle sans « i »
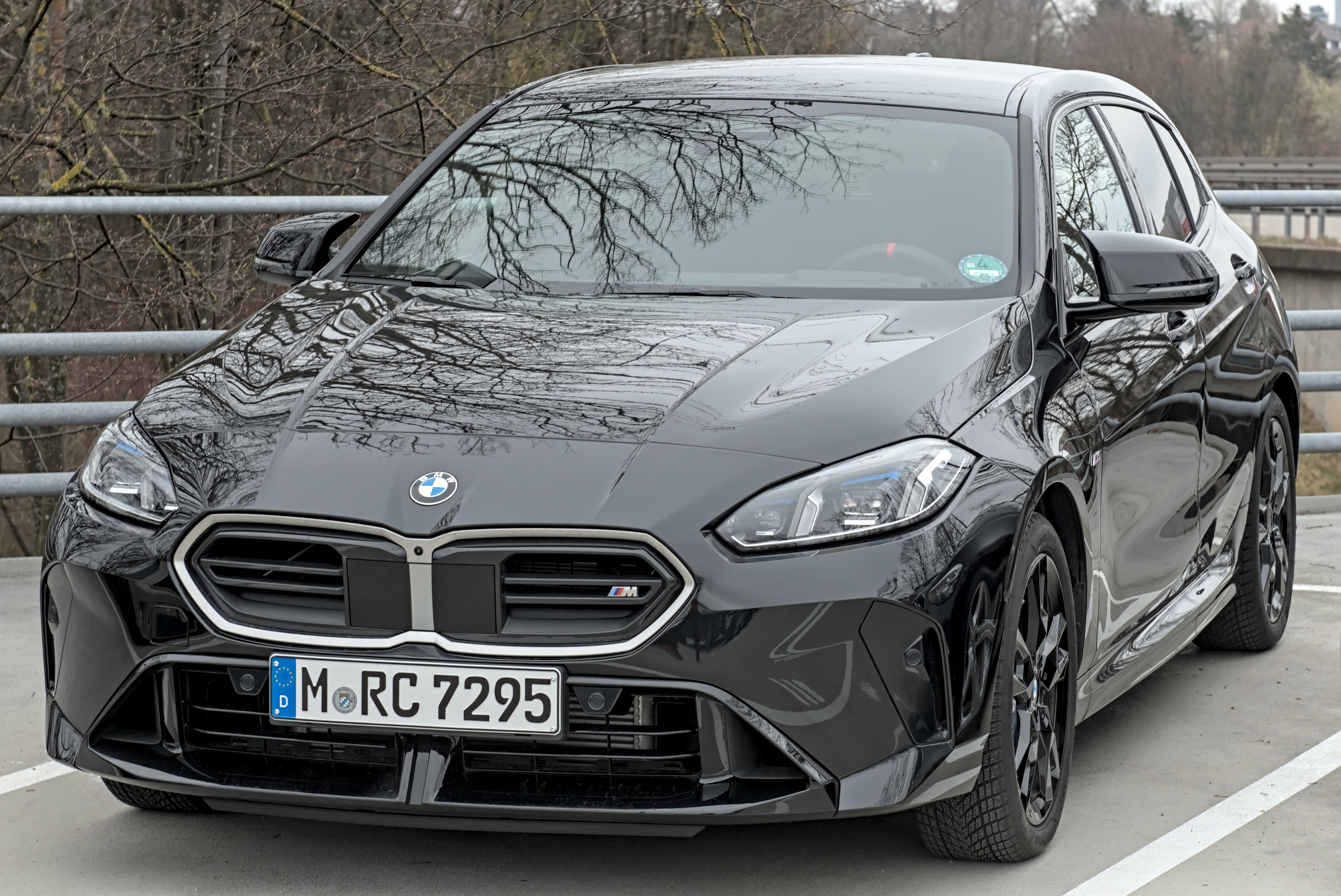
BMW M135 xDrive, vue avant
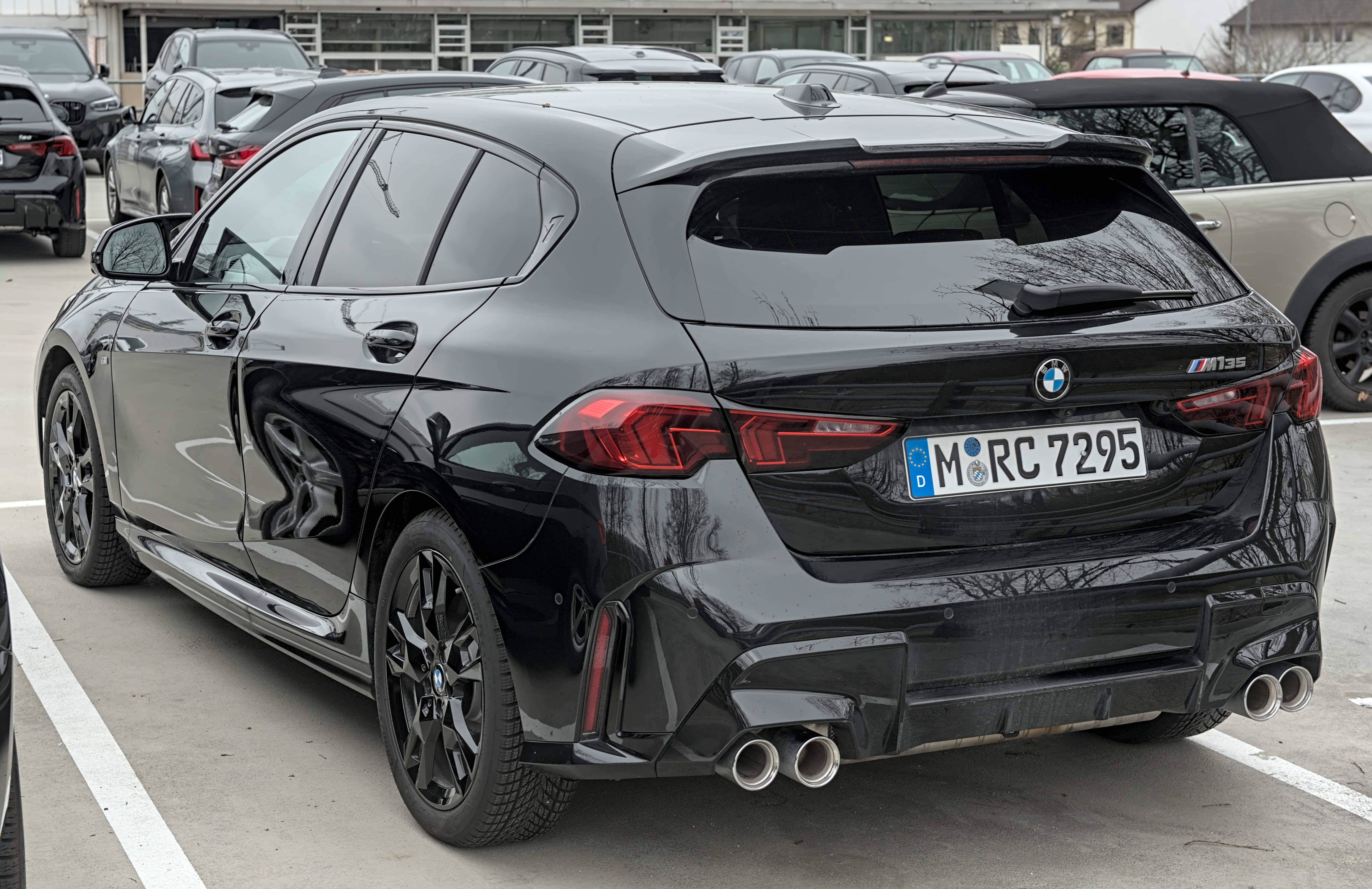
BMW M135 xDrive (depuis 2024), vue arrière
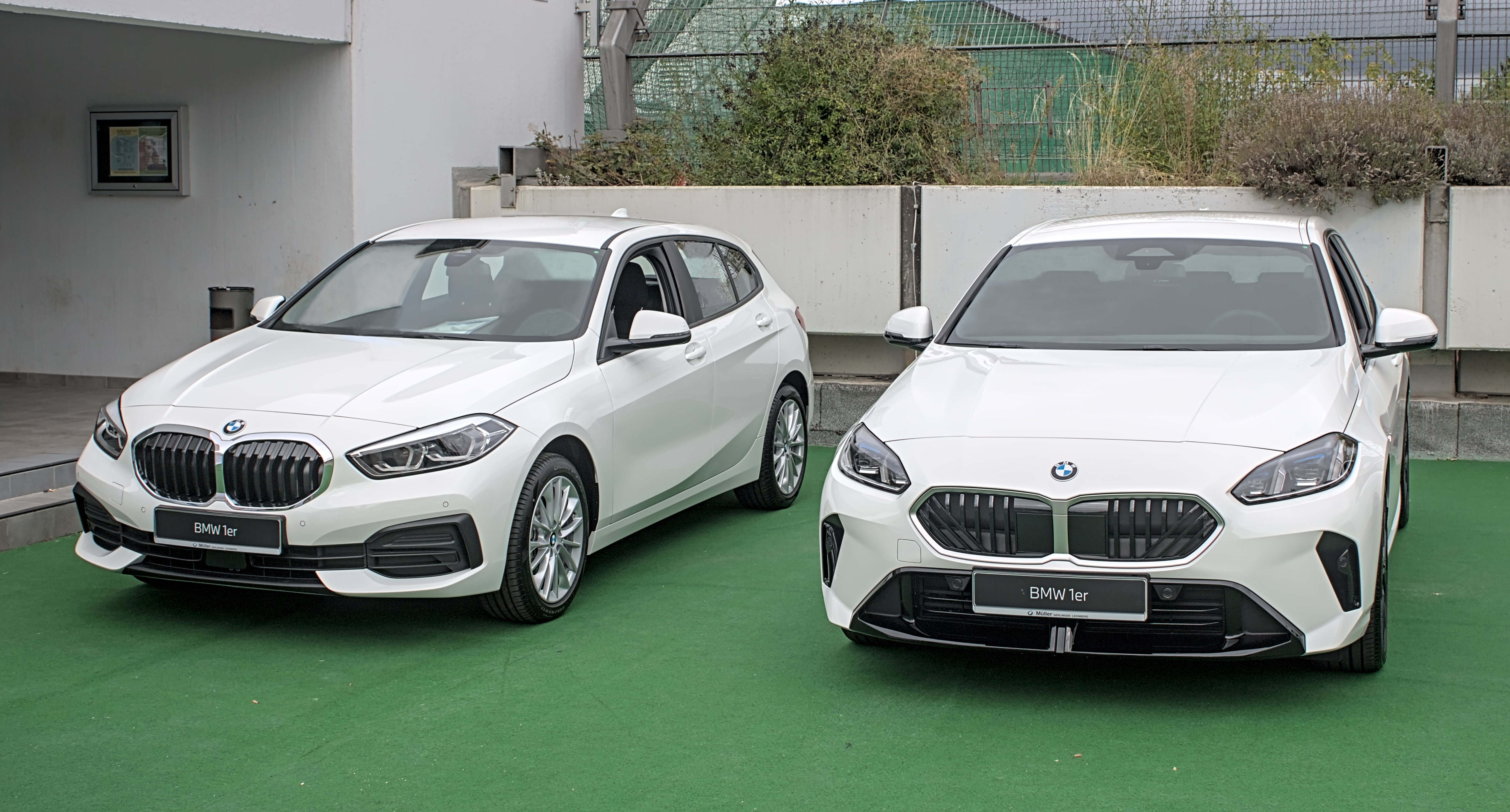
F40 à gauche, F70 à droite

### Intérieur

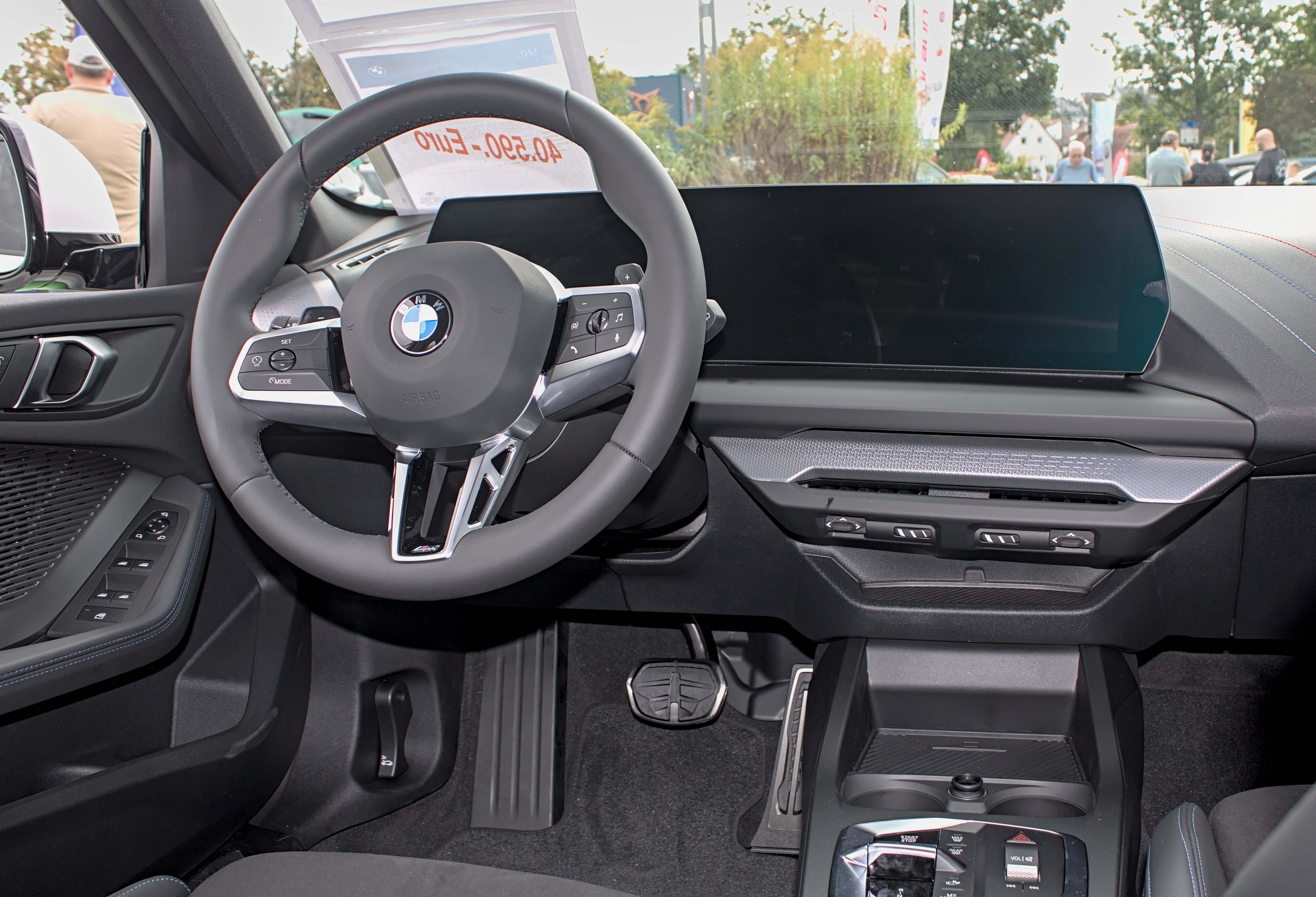
Vue intérieure

Le tableau de bord est également conçu de manière similaire à celui de la série 5 (G60). Il dispose d'un système d'infodivertissement incurvé (« Curved Display »), qui se compose de deux écrans écrans de 10 pouces. Il y a beaucoup moins de boutons que dans le modèle précédent ; le contrôleur iDrive a également été enlevé. L'appairage sans-fil avec Apple CarPlay et Android Auto est possible.

### Groupe motopropulseur

#### Moteurs
Le véhicule est proposé avec quatre moteurs à essence :
- Dénomination "116" : 1,5L de cylindrée (moteur 3 cylindres) pour 122ch (90 kW)
- Dénomination "120" : 1,5L de cylindrée (moteur 3 cylindres micro-hybride) pour 170ch (125 kW)
- Dénomination "123" : 2,0L de cylindrée (moteur 4 cylindres micro-hybride) pour 218ch (160 kW)
- Dénomination M135 xDrive : 2,0L de cylindrée (moteur 4 cylindres) pour 300ch (221 kW)

De plus, un moteur diesel est proposé au catalogue français sous la dénomination « 120d » : 2,0L de cylindrée (moteur 4 cylindres micro-hybride) pour 163ch (120kW).
Des versions supplémentaires sont commercialisées dans d'autres pays sous les appellations « 118 » (1,5L essence 156ch) et "118d" (2,0L diesel 150ch) reprenant les mêmes blocs moteur que les « 116 » / « 120 » et la « 120d ».
Dans les hybrides légers, le moteur électrique est intégré à la transmission.
Les modèles essences 116 et 123 xDrive n'ont été proposés à la vente qu'à partir de novembre 2024.

#### Boîte de vitesse
Toutes les variantes de moteur sont livrées avec une transmission à double embrayage à 7 rapports ( Steptronic ) ;  la transmission manuelle n'est plus proposée. Par rapport à son prédécesseur, le F40, la transmission automatique à 8 rapports ( convertisseur ) n'est plus disponible ; elle était fournie par Aisin Seiki. La transmission optionnelle dans le configurateur ajoute des palettes de changement de vitesse et le pack M-Sport. La sélection de la boîte de vitesses correspond aux modèles de la série Uxx ( U06 / U10 / U11 ) de BMW et standardise ainsi la sélection pour tous les modèles avec un moteur monté transversalement . La transmission à double embrayage nécessite une réduction du couple sur le M135 xDrive à 400 Nm (auparavant 450 Nm).

### Châssis
Le châssis a reçu de nouveaux composants pour optimiser la maniabilité. L'essieu avant est en aluminium et en acier et l'essieu arrière à trois bras est entièrement en acier. Toutes les versions de F70 sont équipées de freins à disque, excepté la M135 xDrive qui est équipée de freins ventilés. Un disque de frein en composite est disponible en option pour la M135 xDrive. Comme pour la version précédente, le patinage des roues est limité par un système électronique.

### Développement durable
Les sièges sport sont proposés avec un revêtement et une housse ( Econeer ) en polyester recyclé et recyclable.

## Données techniques

### Moteurs à essence
|                                                   | 116                                                                            | 120 | 123 xDrive | M135 xDrive                                                                    |
| ------------------------------------------------- | ------------------------------------------------------------------------------ | --- | --- | ------------------------------------------------------------------------------ |
| Année de commercialisation                        | depuis 11/2024                                                                 | depuis 10/2024 | depuis 11/2024 | depuis 10/2024                                                                 |
| Moteur                                            | Moteur à essence avec convertisseur catalytique et filtre à particules essence | Moteur à essence avec hybridation légère, convertisseur catalytique et filtre à particules essence                   | Moteur à essence avec hybridation légère, convertisseur catalytique et filtre à particules essence                   | Moteur à essence avec convertisseur catalytique et filtre à particules essence |
| Conception moteur                                 | Moteur 3 cylindres en ligne                                                    | Moteur 3 cylindres en ligne                                                                                          | Moteur 4 cylindres en ligne                                                                                          | Moteur 4 cylindres en ligne                                                    |
| Injection                                         | Injection directe                                                              | Injection directe | Injection directe | Injection directe                                                              |
| Suralimentation                                   | Turbo                                                                          | Turbo | Turbo | Turbo                                                                          |
| Type moteur                                       | B38A15P                                                                        | B38A15P | B48A20 | B48A20                                                                         |
| Alésage × Course                                  | 82,0 mm × 94,6 mm                                                              | 82,0 mm × 94,6 mm | 82,0 mm × 94,6 mm | 82,0 mm × 94,6 mm                                                              |
| Cylindrée                                         | 1499 cm³                                                                       | 1499 cm³ | 1998 cm³ | 1998 cm³                                                                       |
| Taux de compression                               | 11,0 : 1                                                                       | 11,0 : 1 | 11,1 : 1 | 9,5 : 1                                                                        |
| Puissance maximale                                | 122ch (90 kW) entre 3900 et 6500 trs/min                                       | Moteur essence : 156ch (115 kW) entre 4700 et 6500 trs/min + Moteur électrique : 20ch (15 kW) Total : 170ch (125 kW) | Moteur essence : 204ch (150 kW) entre 5000 et 6500 trs/min + Moteur électrique : 20ch (15 kW) Total : 218ch (160 kW) | 300ch (221 kW) entre 5750 et 6500 trs/min                                      |
| Couple maximal                                    | 230 Nm entre 1500 et 3600 trs/min                                              | 240 Nm entre 1500 et 4400 trs/min + 55 Nm micro-hybridation Total : 280 Nm                                           | 320 Nm entre 1500 et 4000 trs/min + 55 Nm micro-hybridation Total : 360 Nm                                           | 400 Nm entre 2000 et 4500 trs/min                                              |
| Boite de vitesse                                  | Boîte de vitesses à double embrayage à 7 rapports                              | Boîte de vitesses à double embrayage à 7 rapports                                                                    | Boîte de vitesses à double embrayage à 7 rapports                                                                    | Boîte de vitesses à double embrayage à 7 rapports                              |
| Transmission                                      | Traction                                                                       | Traction | Intégrale (xDrive)                                                                                                   | Intégrale (xDrive)                                                             |
| Accélération, 0 à 100 km/h (en s)                 | 9,8                                                                            | 7,8 | 6,3 | 4,9                                                                            |
| Vitesse maximale (en km/h)                        | 210                                                                            | 226 | 246 | 250                                                                            |
| Poids (en kg)                                     | 1465                                                                           | 1500 | 1605 | 1625                                                                           |
| Consommation en cycle WLTP, combinée (en l/100km) | 5,9 à 6,1                                                                      | 5,3 à 5,5 | 5,9 à 6,2 | 7,6 à 8,1                                                                      |
| Emission de CO2 en cycle WLTP combinée (en g/km)  | 135 à 138                                                                      | 121 à 124 | 134 à 140 | 173 à 184                                                                      |
| Norme d'émission selon la classification de l'UE  | Euro 6e                                                                        | Euro 6e | Euro 6e | Euro 6e                                                                        |

### Moteurs diesel
|                                                   | 120d |
| ------------------------------------------------- | --- |
| Année de commercialisation                        | Depuis 10/2024 |
| Moteur                                            | Moteur diesel avec hybridation légère, convertisseur catalytique à accumulation de NOX,filtre à particules diesel et convertisseur catalytique SCR |
| Conception moteur                                 | Moteur 4 cylindres en ligne |
| Injection                                         | Injection directe à rampe commune |
| Suralimentation                                   | Turbo à géométrie variable |
| Type moteur                                       | B47C20B |
| Alésage × Course                                  | 84,0 mm × 90,0 mm |
| Cylindrée                                         | 1995 cm³ |
| Taux de compression                               | 16,5 : 1 |
| Puissance maximale                                | Moteur diesel: 150ch (110 kW) entre 3750 et 4000 trs/min + Moteur électrique : 20ch (15 kW) Total : 163ch (120 kW)                                 |
| Couple maximal                                    | 360 Nm entre 1500 et 2500 trs/min + 55 Nm micro-hybridation Total : 400Nm                                                                          |
| Boite de vitesse                                  | Boîte de vitesses à double emrayage à 7 rapports                                                                                                   |
| Transmission                                      | Traction |
| Accélération, 0 à 100 km/h (en s)                 | 7,9 |
| Vitesse maximale (en km/h)                        | 222 |
| Poids (en kg)                                     | 1570 |
| Consommation en cycle WLTP, combinée (en l/100km) | 4,3 à 4,4 |
| Emission de CO2 en cycle WLTP combinée (en g/km)  | 112 à 115 |
| Norme d'émission selon la classification de l'UE  | Euro 6e |

## Liens Web
- Site officiel